# Synchlora indecora
Synchlora indecora är en fjärilsart som beskrevs av Louis Beethoven Prout 1916. Synchlora indecora ingår i släktet Synchlora och familjen mätare. Inga underarter finns listade i Catalogue of Life.